# Seč (zámek)
Zámek Seč je pozdně renesanční zámek ve městě Seč v Pardubickém kraji. Vznikl ve druhé polovině 16. století na místě dřívější tvrze, do renesanční podoby byl přestavěn na počátku 17. století. Od roku 2007 je ve vlastnictví města a je zde sídlo městského úřadu.

## Historie
V roce 1564 došlo k rozdělení rozsáhlého lichnického panství (dochovaná zřícenina hradu Lichnice) mezi dva bratry. Václav Robmháp získal nově vzniklé ohebské panství, jehož centrem se stalo městečko Seč. Nebylo zde ale žádné panské sídlo, kromě nedalekých, ale v té době již pustých hradů Oheb a Vildštejn.
Zámek vznikl na místě dřívější tvrze a vzhledem k výše uvedeným okolnostem, k výstavbě nového panského sídla tak došlo někdy po roce 1564, první dochovaná písemná zmínka o zámku je z roku 1577. Zámek poměrně brzy změnil vlastníka a nový majitel, Karel Záruba z Hustířan, nechal zámek přestavět v pozdně renesančním stylu, víceméně do dnešní podoby. Přestavba byla dokončena v roce 1610, jak dokládá zachovaný letopočet na portálu.
V roce 1628 Zárubové museli z náboženských důvodů opustit zemi, novým majitelem nejen zámku, ale i celého panství se stal František de Couriers. Ten ale jako panské sídlo používal nedaleký zámek Nasavrky. Budova tak přestala plnit rezidenční funkci a sloužila již pouze k hospodářským účelům (nejprve jako sýpka, později jako skladiště nebo ovčín). Dalšími majiteli panství se stali Schönfeldové a chátrání budovy pokračovalo. Roku 1757 je zámek popisován dokonce jako polozbořený. V té době už patřil Auerspergům a požár v roce 1852 zcela zničil dřevěné první patro.

## Po roce 1918
Auerspergům zámek patřil až do roku 1925, kdy se po první pozemkové reformě stal součástí zbytkového velkostatku. V rámci znárodňování po druhé světové válce, v roce 1948, byl převeden do majetku státu. V roce 1958 byl zapsán do seznamu kulturních památek, od roku 1988 Ústřední seznam kulturních památek (zámek a dochovaná část ohradní zdi se vstupní branou).
Na přelomu 60. a 70. let 20. století  budova prošla rozsáhlou rekonstrukcí se zachováním renesančních prvků a stala se sídlem národního výboru, po roce 1990 pak obecního úřadu. V roce 2007 Seč získala zpět oficiální status města a z obecního úřadu se tak stal městský úřad. Ve stejném roce se také uskutečnil převod budovy do vlastnictví města.

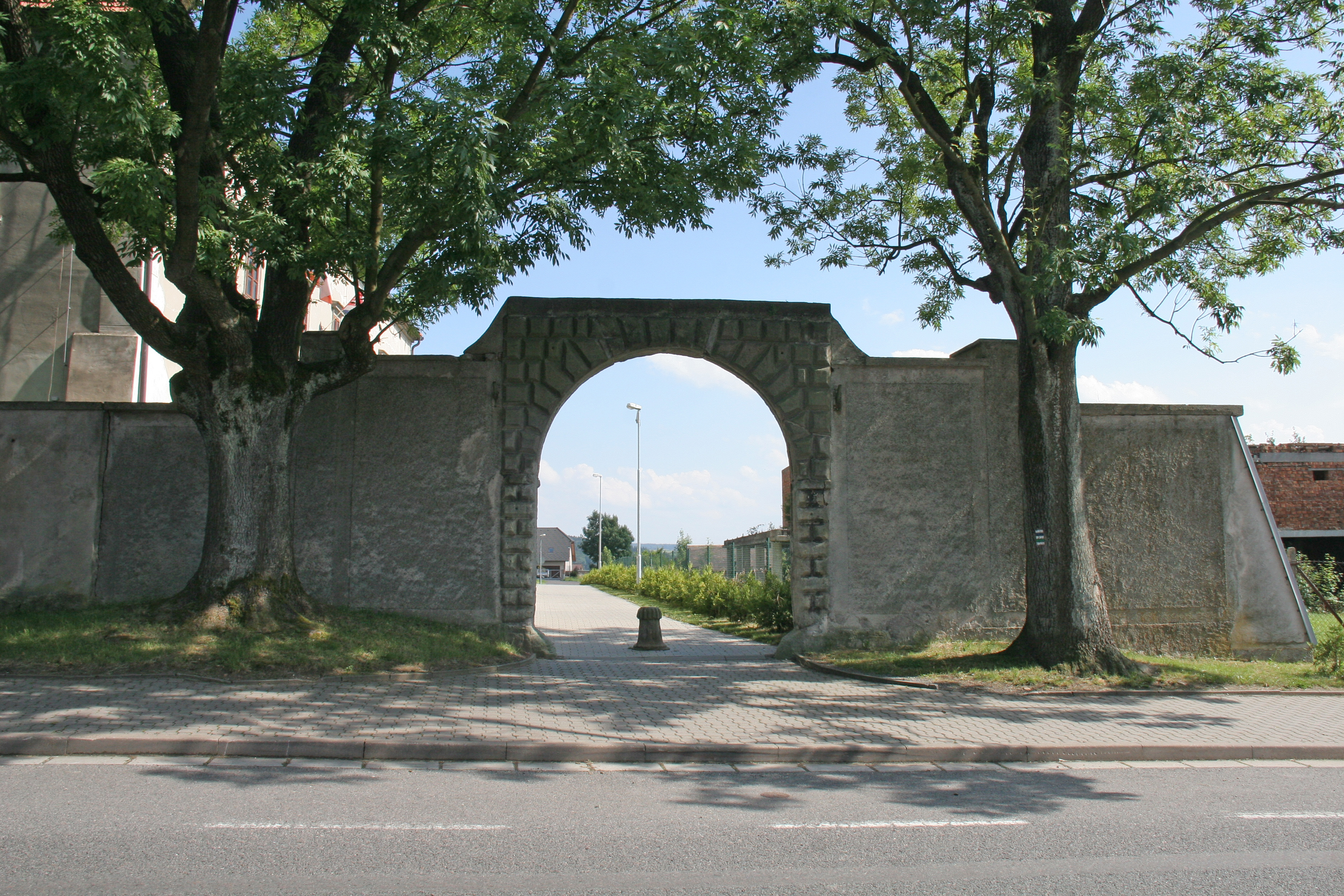
Vstupní brána a část ohradní zdi
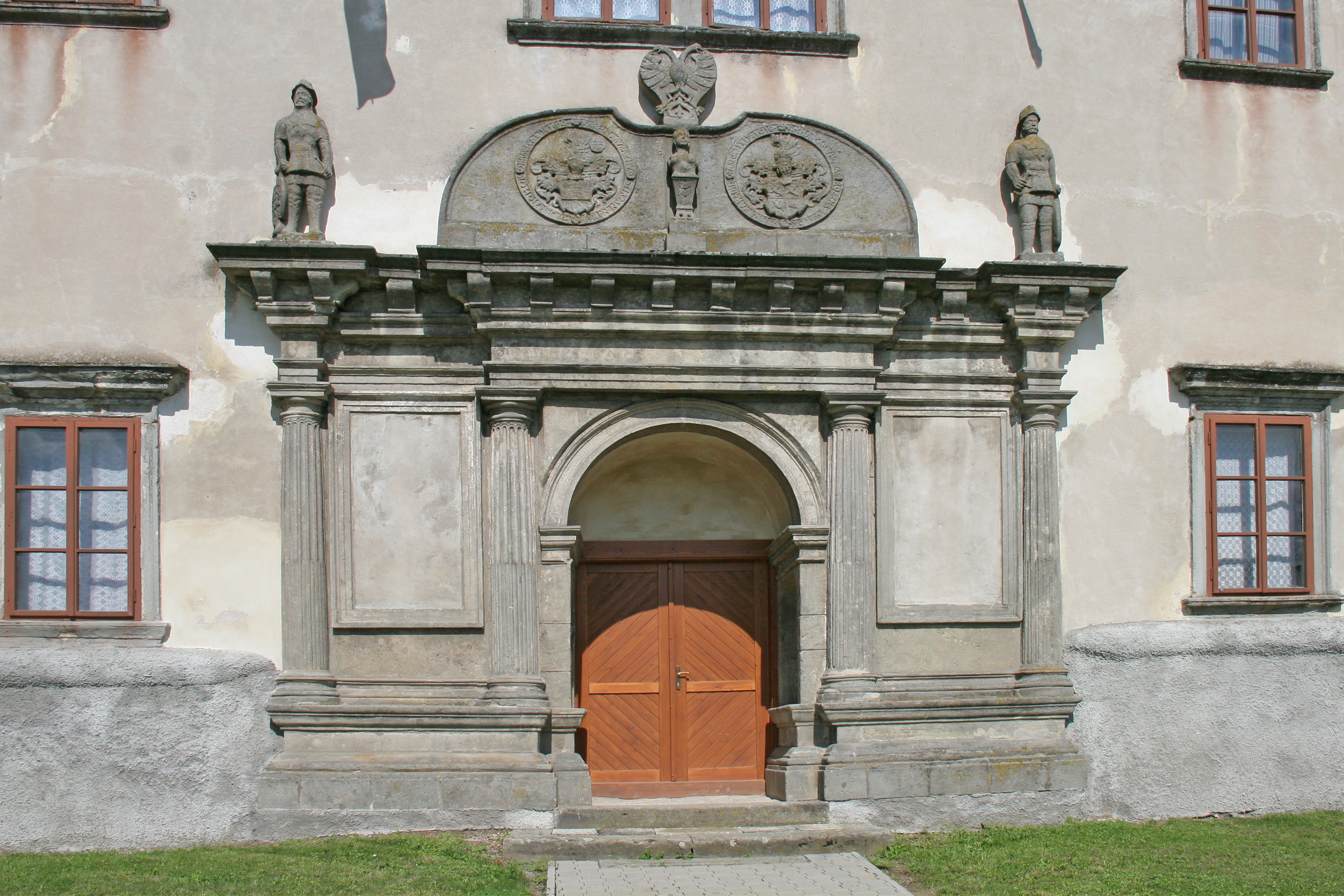
Renesanční portál

## Exponát původního potrubí elektrárny
Před historickým portálem zámku je vystavena jedna část (jeden segment) původního dřevěného potrubí do vodní elektrárny Seč I. Sečská přehrada na řece Chrudimce, v úzké soutěsce, kde řeka výrazně mění směr toku, byla vybudována v letech 1924–1937. S vybudováním elektrárny a vyrovnávací nádrže Padrty (nazývaná též Seč II) počítaly již plány ze 20. let, ale nakonec k tomu došlo až během druhé světové války. 
Přivaděč vody do elektrárny s kapacitou 10 m3/s o průměru 2000 milimetrů a celkové délce 1280 metrů byl vybudován v letech 1941–1943. Vzhledem k nestabilnímu podloží levého břehu bylo zvoleno vedení potrubí na povrchu, převážně na stabilizačních podpěrách. Pro daleko největší část (854,3 metru) bylo použito dřevěné potrubí (48,4 metru bylo ocelové a 377,3 metru želozobetonové). 
Důvodem tohoto unikátního řešení bylo patrně to, že říšská správa nedovolila použití nedostatkové oceli, která byla nutná pro zbrojní průmysl. Stav potrubí po roce 2000 byl již velmi špatný. Firma Energo-Pro (současný vlastník elektrárny), chtěla dřevěné potrubí zachovat, ale nenašla žádného vhodného dodavatele. Zachránit unikátní technickou památku se snažilo také občanské sdružení Altus, které žádalo Ministerstvo kultury ČR o prohlášení kulturní památkou. To bylo odmítnuto, protože během oprav v 80. letech bylo dřevo vyměněno, takže již nešlo o původní památku.
V roce 2010 proto došlo ke kompletnímu nahrazení ocelovým potrubím a zachovaly se jen nepatrné zbytky dřevěného potrubí, které jsou vystaveny na třech místech: v centru města u zámku, v lokalitě Na Bělidle (východně od města, u vodní elektrárny a úpravny vody) a také u autokempingu Pláž (západní okraj města).